# Высоцкая, Анна Григорьевна
Анна Григорьевна Высоцкая (1923—1943) — лётчица 46-го гвардейского ночного бомбардировочного авиационного полка, участница Великой Отечественной войны, гвардии младший лейтенант.

## Биография

### Детство
Аня Высоцкая родилась в городе Казатин Винницкой области на Украине в семье Григория Антоновича Высоцкого.
Девочку рано стала привлекать авиация. Её старший брат Яков работал инструктором по парашютному и планерному спорту в дорожно-транспортном совете Осоавиахима. Его рассказы приводили сестру в восторг. С четырнадцати лет Аня начала заниматься планеризмом, часто бывала на парашютной вышке. Она твёрдо решила стать лётчицей.
Окончив в 1937 году среднюю школу, уехала к тётке в Ереван. Там Анна устроилась работать библиотекарем и поступила на пилотное отделение Ереванского аэроклуба. Теоретический курс закончила на отлично. Долгое время отрабатывала лётное мастерство на практике. Стала лётчиком-инструктором и собиралась поступать в авиационный институт. Но вскоре началась война.

### Великая Отечественная война
В 1941 году Анна Высоцкая ушла на фронт. Вместе с ней были зачислены в ряды Красной Армии три её брата — Яков, Антон и Леонид. Домой вернулся только Яков.
Высоцкая была зачислена 145-й отдельную авиаэскадрильи, выполнявшей задания командования по связи и базировавшуюся в Тбилиси. Затем перешла в женский 46-й гвардейский ночной бомбардировочный авиационный полк. Стала лётчицей в звене Марины Чечнёвой.

Аню зачислили в мое звено, и мы очень быстро подружились. Она мне сразу понравилась, да и не только мне, — весёлая, неунывающая, всегда с милой улыбкой, всегда готовая помочь. Аню отличала активная доброта, внимание к людям. Её не надо было просить о помощи, она сама сразу замечала, когда кому-то было трудно, и спешила сделать все, что могла.
До боевых вылетов было ещё далеко. Нужно пройти тренировки в дневных условиях — полёты по кругу, в закрытой кабине по маршруту. Потом перешли к тренировочным ночным полётам. В начале 1943 года наш фронт перешёл в наступление. Мы наносили бомбовые удары по отступающему противнику на Ставрополье. Напряжённая обстановка заставляла летать в любую погоду. Но как только появлялось «окно», мы вместе с командиром эскадрильи Татьяной Макаровой тренировали новую летчицу. Не все сразу получалось у Ани, но её отличало огромное терпение и трудолюбие. Упорно преодолевая трудности, она училась мастерству у опытных летчиц.
Кроме летной учебы у младшего лейтенанта Высоцкой было немало обязанностей: дежурство на старте и по полку, быть часовым и оперативным дежурным, приходилось помогать и техникам в подготовке машин к очередной боевой ночи, когда экипажи отдыхали после полетов. Все эти обязанности Аня выполняла. Ей была свойственна глубоко сознательная внутренняя дисциплина. Даже в наших дружеских разговорах — беседах по душам она никогда не высказала недовольства, что вот, мол, она — лётчик, а выполняет другие обязанности.
Но что бы ни делала Аня, она с нетерпением ждала дня, когда ей доверят боевой самолёт, чтобы вместе с подругами громить ненавистного врага. Надо было видеть её глаза, когда она провожала экипажи на старте. И вот, наконец, этот день пришёл и принёс с собой сразу же такое трудное испытание. Ну что ж, лейтенант Высоцкая выдержала его с честью. (Чечнева М. П. «Ласточки» над фронтом.)

В составе 46-го гвардейского ночного бомбардировочного авиационного полка успела сделать 19 боевых вылетов.

### Гибель
Анна Высоцкая была сбита в ночь на 1 августа 1943 года. Погибла вместе со штурманом Галиной Докутович. В эту же ночь погибли Валентина Полунина с Глафирой Кашириной, а также экипажи Роговой и Крутовой.

Присмотревшись к действиям советской ночной авиации, противник решил перестроить систему противовоздушной обороны. Свели прожекторы в мощные группы, причём так, что одна группа могла передавать пойманный самолёт другой. Для борьбы с фанерными тихоходными машинами на Тамань прибыла эскадрилья фашистских асов. В ночь на 1 августа и была впервые применена новая тактика.
Уже на подходе к цели мы отметили необычное поведение противника. Вражеские прожекторы то включались, то выключались, а зенитного огня все не было. Зловещая тишина настораживала…

…Впереди вновь зажглись прожекторы. Теперь они поймали самолёт Ани Высоцкой и Гали Докутович. О чем думали в эти мгновения Аня и Галя? Выполнить задание любой ценой. Зенитки продолжали молчать. Ночную тьму снова прорезали трассирующие очереди.. Самолёт загорелся и стал падать…(Чечнева М. П. «Ласточки» над фронтом.)

Лётчицы похоронены в братской могиле села Русское Крымского района Краснодарского края.

## Награды
Орден  Отечественной войны 2-й степени (1943) - посмертно.